# 神喰のエクスマキナ
『神喰のエクスマキナ』（かみくいのエクスマキナ）は、草薙アキによる日本のライトノベル。イラストはCH@Rが担当している。第24回後期ファンタジア大賞銀賞＆読者賞受賞作。富士見ファンタジア文庫（富士見書房→KADOKAWA）より2013年8月から刊行されている。

## 登場人物
斎賀諌斗（さいが いさと）
異世界から勇者になるために自ら来たという少年。その叶うか分からない目的のためにひたすら修行した熱血感で、バカ。
一時拘束されたが、この世界で女性しか持たない“鎧核適合値”が男性でありながら非常に高いため、その処遇は男性としては異例で騎士として育てることになった。
ルナティ=アスラシア
エストーナ小隊に属する騎士。諌斗のお目付け役にされた。
アーク=アーティファクター
最強と言われる五聖騎士のひとり。エストーナ小隊の副隊長。ルナティの少し年上の幼馴染。
ウェイレン=オッド=ウォーヴァリエニス
ヴァリエニス王国の女王。別名・千年女王と呼ばれ、幼く見えるが年齢不詳。
ロゼッタ=スティーアー
ルナティらと同じエストーナ小隊に属する騎士。剛拳の遣い手。
シトラス=ファファニール
兵装開発技術研究局の局長。
メナス=リングロング
ルナティらと同じエストーナ小隊に属する騎士。レイピアの遣い手。
イクリピア=ソート=クレリンカ
クレリア王国の女王。
レネシス=フロー=セシュベリア
セシュバ帝国の女帝。

## 用語
神喰（かみぐい）
人を喰らう異形の獣たちの呼称。神話の時代に女神が奴らと戦うも敗れて喰われるが、最後の抵抗として、力を奪われるのではなく、奴らを一本の大樹にしたと言うおとぎ話がその名の由来となっている。おとぎ話と言っても、今もその大樹はどこかに存在し、溢れ出した力が異形の獣の形となって人々を襲いに来る。
人や動物どころか、同属すらも喰らってパワーアップする。その度合いによって個体差があり、六段階にランク付けされる。殲滅するには、コアを“神喰らい”しない限り、できない。
神喰らい（かみぐらい）
“鎧霊装”で神喰を捕食し殲滅する行為。捕食したコアは“魄導力”を上げる糧となる。
鎧霊装（マキナ）
“神喰”の特性を受け継いだ武装。神喰を“神喰らい”することが可能。
騎士（きし）
制御された“神喰”のコア“鎧核”をその身に融合した戦士たち。女性しか“鎧核適合値”を持ちえていないと思われていたため、それまで騎士になれるのは女性たちだけだった。
魄導力（はくどうりょく）
“神喰”の持つ超常的な力。“鎧核”と融合することによって人間も発動可能になった、“神喰”への唯一の対抗手段。
鎧核適合値（がいかくてきごうち）
“鎧核”と融合するために必要な値。女性のみが持つと思われていて、このためこの世界で女性の方が発言力が高い。

## 評価
第24回後期ファンタジア大賞にて銀賞と読者賞のダブル受賞を果たした（受賞時のタイトルは『仇喰の真機鎧霊装（）』）。同賞で審査員を務めた鏡貴也は本作を以下のように評している。

## 既刊一覧
- 草薙アキ（著）・CH@R（イラスト） 『神喰のエクスマキナ』 富士見書房→KADOKAWA〈富士見ファンタジア文庫〉、既刊2巻（2013年12月20日現在）
  1. 2013年8月20日発売[1]、ISBN 978-4-8291-3923-3
  2. 2013年12月20日発売[4]、ISBN 978-4-04-712971-9